# Dietrich Schröder
Dietrich Schröder (* 21. Februar 1961 in Waltershausen, Thüringen) ist ein deutscher Journalist. Seine Karriere ist der deutsch-polnischen Beziehung gewidmet.

## Leben
Dietrich Schröder verbrachte seine Schulzeit an der Salzmannschule Schnepfenthal. In den Jahren 1982–1986 studierte er Journalismus in Leipzig, an der Karl-Marx-Universität Leipzig und an der Staatlichen Universität Moskau, in Moskau. In den folgenden Jahren begann er seine journalistische Laufbahn als Redakteur für die Tageszeitung Neuer Tag, eine in der Wendezeit sozialistische Tageszeitung im Bezirk Frankfurt (Oder). Im Jahr 1990 wurde daraus die Märkische Oderzeitung, eine in Frankfurt (Oder) herausgegebene regionale Tageszeitung. Seit 1992 arbeitet Dietrich Schröder dort als Redakteur für die deutsch-polnische Nachbarschaft.

## Deutsch-Polnische Beziehungen
Dietrich Schröders Karriere ist den deutsch-polnischen Beziehungen gewidmet. In 2014 wurde Schröder von Brandenburgs Ministerpräsident Dietmar Woidke als „Pionier der deutsch-polnischen Grenzberichterstattung“ ausgezeichnet. Ehemaliger polnischer Außenminister Wladyslaw Bartoszewski lobte Schröder für seine kritischen und sachkundigen Berichterstattungen, die das deutsch-polnische Zusammenleben wie kein anderer Journalist in den Fokus stelle, Menschen über die Grenze verbinde, Konflikte und Erfolge dokumentiere und dabei das Zusammenwachsen Europas unterstütze. Seit 1993 ist Dietrich Schröder Mitinitiator des, im 1997 gegründeten, deutsch-polnischen Journalistenclub “Unter Stereotypen/Pod Stereotypami” Dies ist ein Club, den 50 bis 70 deutsche und polnische Journalisten angehören und jährlich mehrtägige Konferenzen zu aktuellen und kontroversen Themen organisieren. 1995 veröffentlichte Schröder, zusammen mit der polnischen Journalistin Beate Bielecka, eine gemeinsame investigative Berichterstattung, die die Polizeiwillkür im deutsch-polnischen Grenzgebiet offenbarte. Dies rückte nicht nur die Komplikationen der deutsch-polnischen polizeilichen Zusammenarbeit ins Licht, es unterstrich auch die Notwendigkeit und legte das Fundament für eine positive Entwicklung der Zusammenarbeit. In 2014 wurde Dietrich Schröder vom Land Brandenburg zum deutschen Fachjuror für den Bereich Print, für den Wettbewerb um den Deutsch-Polnischen Tadeusz-Mazowiecki-Journalistenpreis, nominiert.

## Ehrungen
- 1995: Im Jahr 1995 erhielt Dietrich Schröder den Theodor-Wolff-Preis, die renommierteste Auszeichnung, der deutschen Zeitungsbranche.[8] Diesen erhielt Schröder für seine Serie, über den Abzug der sowjetischen Soldaten aus Brandenburg und deren Ankunft zurück in die Heimat.[9]
- 1995: Im Jahr 1995 erhielt Schröder den Wächterpreis der deutschen Tagespresse, für die Aufdeckung und Berichterstattung von Polizeiwillkür im deutsch-polnischen Grenzgebiet.[10]
- 2002: Dietrich Schröder erhielt 2002 die Europa-Urkunde der Landesregierung, für die Ausarbeitung und Darlegung der Auswirkungen der Ostererweiterungen der EU im deutsch-polnischen Grenzgebiet.[11]
- 2014: Dietrich Schröder wurde 2014 mit dem erstmals ausgerufenen Sonderpreis “Journalismus in der Grenzregion” für sein Lebenswerk der "kontinuierlichen und fundierten Berichterstattung", über die Beziehung zwischen Brandenburg und Polen, geehrt.[12]

## Werke
- Buch: Einst und Jetzt – Danzig/Gdańsk Band 51 von Dietrich Schröder[13]
- Buch: Einst und Jetzt – Stettin/Szczecin Band 38 von Bogdana Kozińska / Dietrich Schröder[14]
- Buch: Einst und Jetzt – Breslau/Wrocław Band 45 von Dietrich Schröder[15]